# 中山汽车总站
中山汽车总站（Zhongshan Bus Station），又称中山车站或富华总站，位于广东省中山市西区105国道与富华道交汇处，故得名「富华总站」，于1994年建立，是中山市的公路及交通枢纽站场。目前拥有客运经营班线120条，跨越湖北、四川、湖南、江西、福建、贵州、海南、浙江、广西、重庆等11个省、自治区、直辖市，并已开通广州、深圳、龙岗、宝安、番禺、佛山、东莞、虎门太平、樟木头、惠州、江门、汕头、韶关、湛江、阳江、茂名、阳春等地的快速直达线服务。车站日均发出班次为1100多班，日发送旅客约8000人次。

## 外部連結
- 班次查询
- 8684中山站 （页面存档备份，存于）